# Meghradzor
Meghradzor – wieś w Armenii, w prowincji Kotajk. W 2011 roku liczyła 2309 mieszkańców.